# تدخل (حركة كرة القدم)

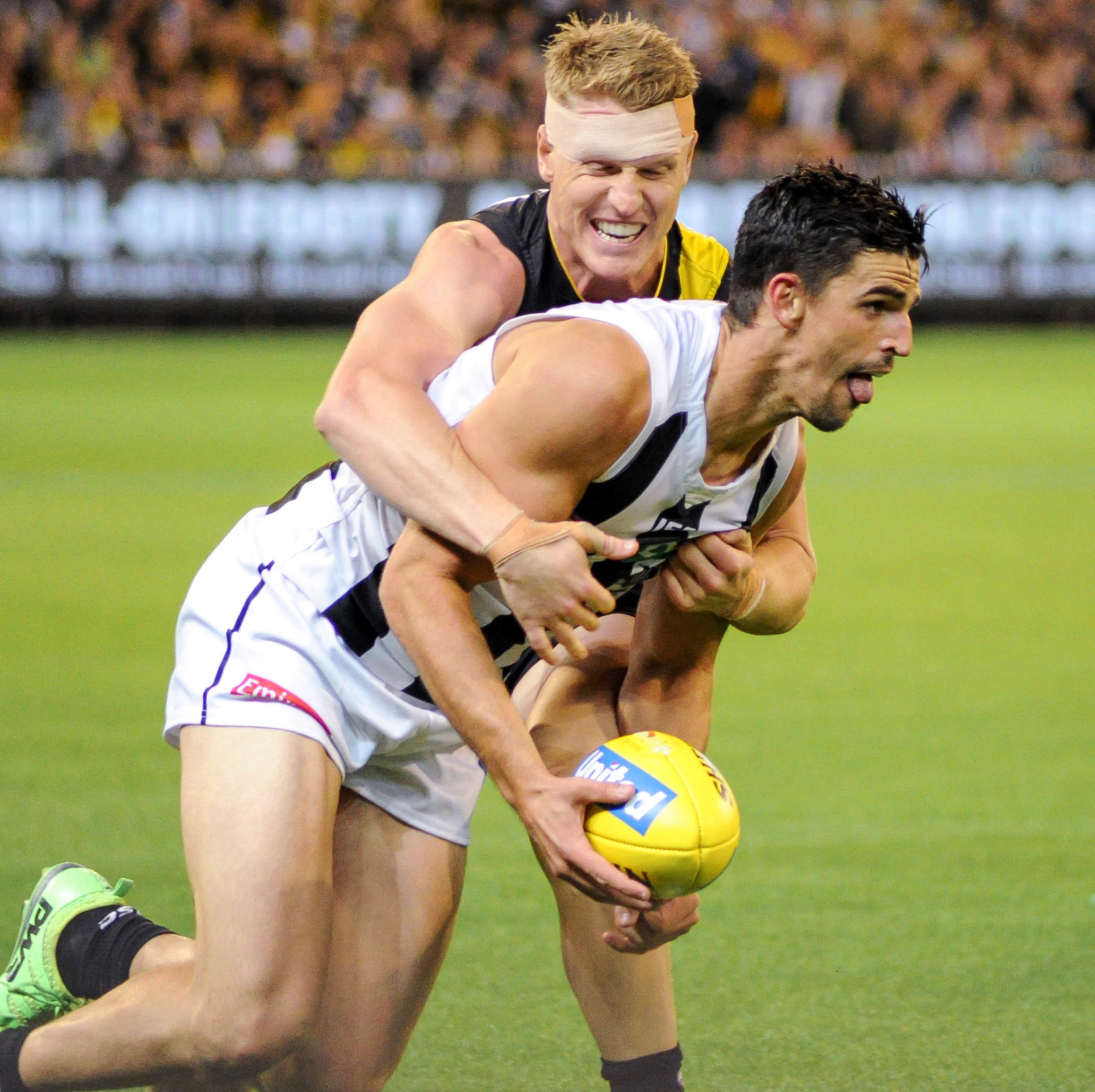
حالة تدخل وفقاً لقوانين لعبة كرة القدم الأسترالية

التدخل أو العرقلة في لعبة كرة القدم هو محاولة إبعاد الخصم عن الكرة، أو منع اللاعب المنافس من كسب الأرض باتجاه المرمى، أو منعه من تنفيذ ما ينوي القيام به.
تُستخدم الكلمة في بعض أشكال الالتحام في كرة القدم لوصف فعل حمل اللاعب أو مصارعته على الأرض، وفي حالات أخرى، يصف مصطلح التدخل ببساطة طريقة أو أكثر من طرق التنافس للاستحواذ على الكرة. لذلك يمكن استخدامها كحركة دفاعية أو هجومية.

## في قوانين اتحاد كرة القدم
وفقاً لقوانين الاتحاد الدولي لكرة القدم (فيفا)، يجب أن تكون التدخلات في لعبة كرة القدم موجهة للكرة وليس لللاعب المنافس الذي يستحوذ عليها، ويتم ذلك إما باستخدام الساق لانتزاع الكرة من الخصم، أو الانزلاق على العشب لإزاحة الكرة بعيدًا، كما يُسمح للمدافع باستخدام جسده لإعاقة حركة اللاعب المستحوذ على الكرة، وقد يكون هذا جزءًا من تدخل ناجح، أما في حال عرقلة اللاعب المنافس نفسه فقد يُعتبر هذا خطأً خطيرًا وفقاً لقوانين اللعبة، وقد ينتج عنه طرد.
على الرغم من السماح ببعض الالتحامات بين اللاعبين، إلا أن قواعد اتحاد كرة القدم تحد بشكل كبير من التدخلات الجسديّة، وتحظر الالتحامات والتدخلات القوية المتهورة التي تتسم بالقوة المفرطة، وتُعتبر جميع التدخلات التي تتلامس فيها أرجل المهاجم لاعب الخصم قبل أن تلمس الكرة غير قانونية، ويمكن أيضًا معاقبة اللاعب في حالة الاحتكاك الشديد بعد لمس الكرة في البداية.
تُعتبر التدخلات غير القانونية أخطاء ويعاقب عليها اللاعب بمنح فريق الخصم ركلة حرة مباشرة (أو ركلة جزاء إذا ارتُكبت داخل منطقة الجزاء). تحدث العشرات من هذه الأخطاء في مباراة كرة القدم العادية. ولا تعامل هذه الأخطاء في معظم الحالات باعتبارها سوء سلوك، وتعطى البطاقات الصفراء (الإنذارات) فقط للأخطاء الفادحة التي تمثّل سلوكًا غير رياضيّاً، أما في حالة الأخطاء التي تهدد سلامة اللاعب المنافس، فمن المحتمل أن يتم اعتبارها سلوكًا عنيفًا يُعاقب عليه الحكم بإصدار البطاقة الحمراء (الطرد من الملعب).
تُعتبر التدخلات التي تتضمن اندفاع الخصم بكلتا ساقيه بوجه عام بمثابة لعب خطير قد ينتج عنها طرد اللاعب بغض النظر عما إذا كانت ساقاه قد لمستا الكرة أولا أم لا، مثل حركة المقص على سبيل المثال (التدخل بساقين متباعدتين بهدف إمساك ساق أو ساقي لاعب الخصم بينهما)، والتي من المحتمل أن يعاقب عليها اللاعب بالحصول على بطاقة حمراء والطرد. تُشكّل مثل هذه الحركات خطرًا كبيرًا لاحتمالية إصابة اللاعب الشديد في الركبة. كما يُعتبر التعامل مع مسامير الأحذية أمرًا خطيرًا. فعندما يندفع اللاعب إلى التدخل بساق أو كلتا الساقين ممدودتين بحيث يكشف نعل أحذيتهم لأعلى، فعادة ما يمنح الحكم البطاقة الصفراء على الأقل للاعبين الذين يرتكبون مثل هذه التدخّلات. ويعتبر التدخل غير القانوني الذي يُعدّ أيضًا خطأ مهنيًا فادحاً بمثابة سوء سلوك.
تعدّ أكثر أشكال التدخلات إثارة في اتحاد كرة القدم هو التدخل الانزلاقي، وهو التدخل الذي ينزلق فيه المهاجم، وتمتد ساقه على طول الأرض بهدف ركل الكرة بعيدًا بعيداً عن لاعب الخصم المستحوذ على الكرة. ينطوي هذا النوع من التدخل على مخاطر عالية لارتكاب خطأ.